# Anton Schäfer (Turner)

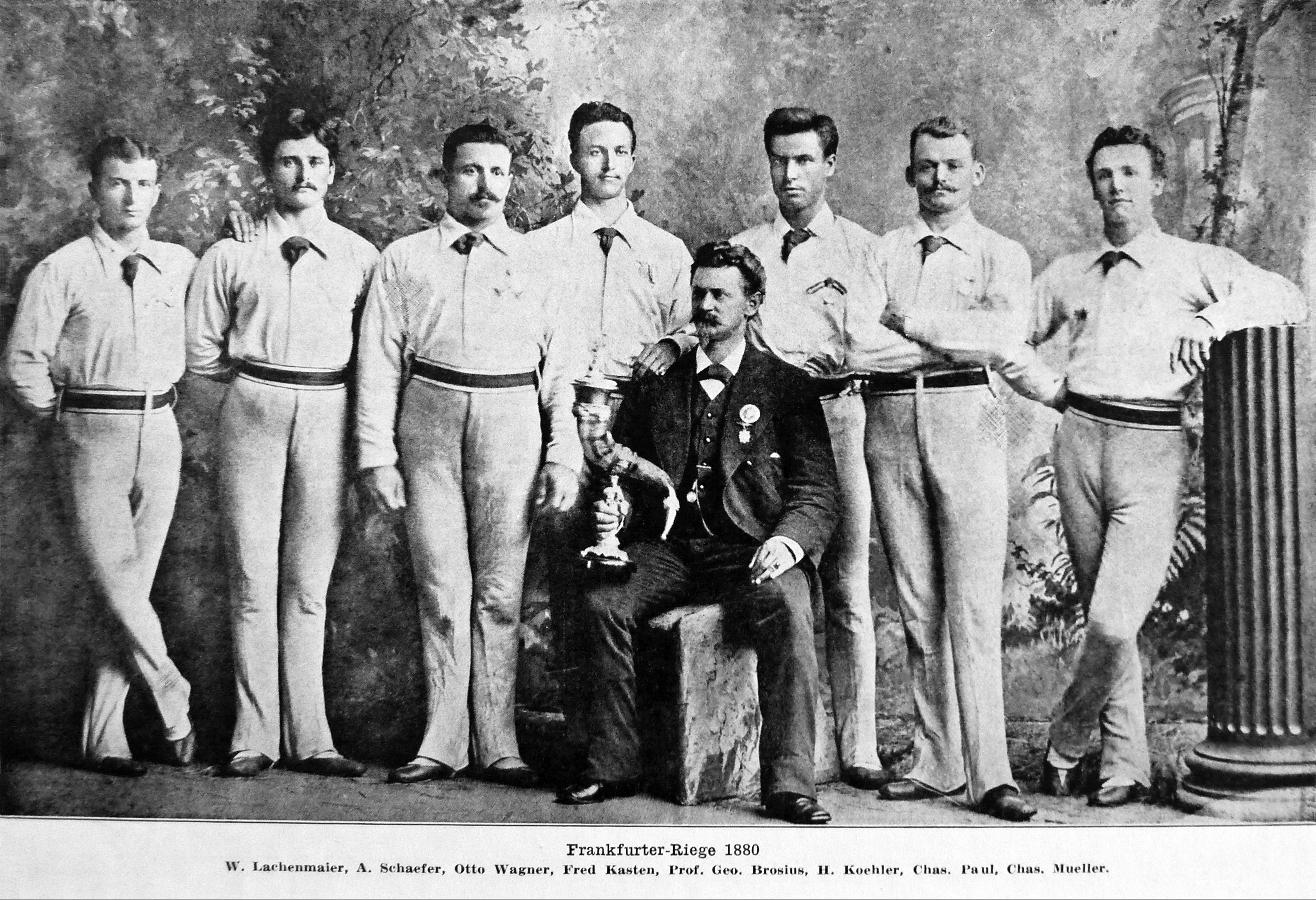
Anton Schäfer (2.v.l.) und die erfolgreichen Athleten 1880 (The Frankfurt Squad).

Anton Schäfer (auch: Anton Schaefer; * 28. November 1854 in New York, New York; † 5. Juli 1911 in Saint Paul, Minnesota) war Mitglied im heute noch bestehenden Turnverein Milwaukee Turners und Mitglied des Ersten Internationalen Amerikanischen Gymnasticteams der Vereinigten Staaten.

## Leben
Schäfer besuchte die öffentliche Schule in St. Paul und begann seine berufliche Laufbahn als Handelsreisender in der Schuh- und Lederbranche und war später auch als Versicherungsagent tätig.
Er war Teilnehmer am Spanisch-Amerikanischen Krieg 1898 und erhielt dort den Rang eines Captain der Armee und war für einige Jahre gewählter Captain einer Kompanie der Nationalgarde der Vereinigten Staaten.
Schäfer war immer politisch aktiv, bekleidete aber kein höheres öffentliches Amt. 1906 war er Kandidat der Demokratischen Partei als Bevollmächtigter für das Eisenbahn- und Lagerwesen. Von Gouverneur Johnson wurde er 1907 zum staatlichen Wirtschaftsprüfer bestellt. Dieses Amt hatte er bis zu seinem Tod inne.
Im Alter von 57 Jahren verstarb er, beim Versuch scheu gewordene Pferde aufzuhalten, vermutlich an Herzversagen.

## Sportlicher Erfolg
Seinen größten Sporterfolg feierte er im Juli 1880 als Turner des Milwaukee Turnvereins und als Mitglied des Ersten Internationalen Amerikanischen Gymnasticteams. Er gewann anlässlich des V. Allgemeinen Deutschen Turnfestes in Frankfurt einen 4. Preis und galt sodann zeitweise als einer der vier besten Sportler der USA.